# Burg Hohenburladingen
Die Burg Hohenburladingen ist die Ruine einer Spornburg auf der 895,4 m ü. NN hohen Hochwacht, etwa 500 Meter nördlich der Stadt Burladingen im Zollernalbkreis in Baden-Württemberg.

## Lage
Die Burgruine liegt nördlich des nach Osten aufgehenden Tales der Fehla am spornartigen auslaufenden Ende einer Hochebene, die nach Osten von einem kleinen Nord-Süd zur Fehla verlaufenenden Kerbtal begrenzt wird. Am Burggelände liegt der sogenannte Kreuzfelsen, davon weiter östlich an einem Felsversturz die etwa 34 Meter lange Höllensteinhöhle mit Funden aus der Zeit der Kelten.

## Geschichte

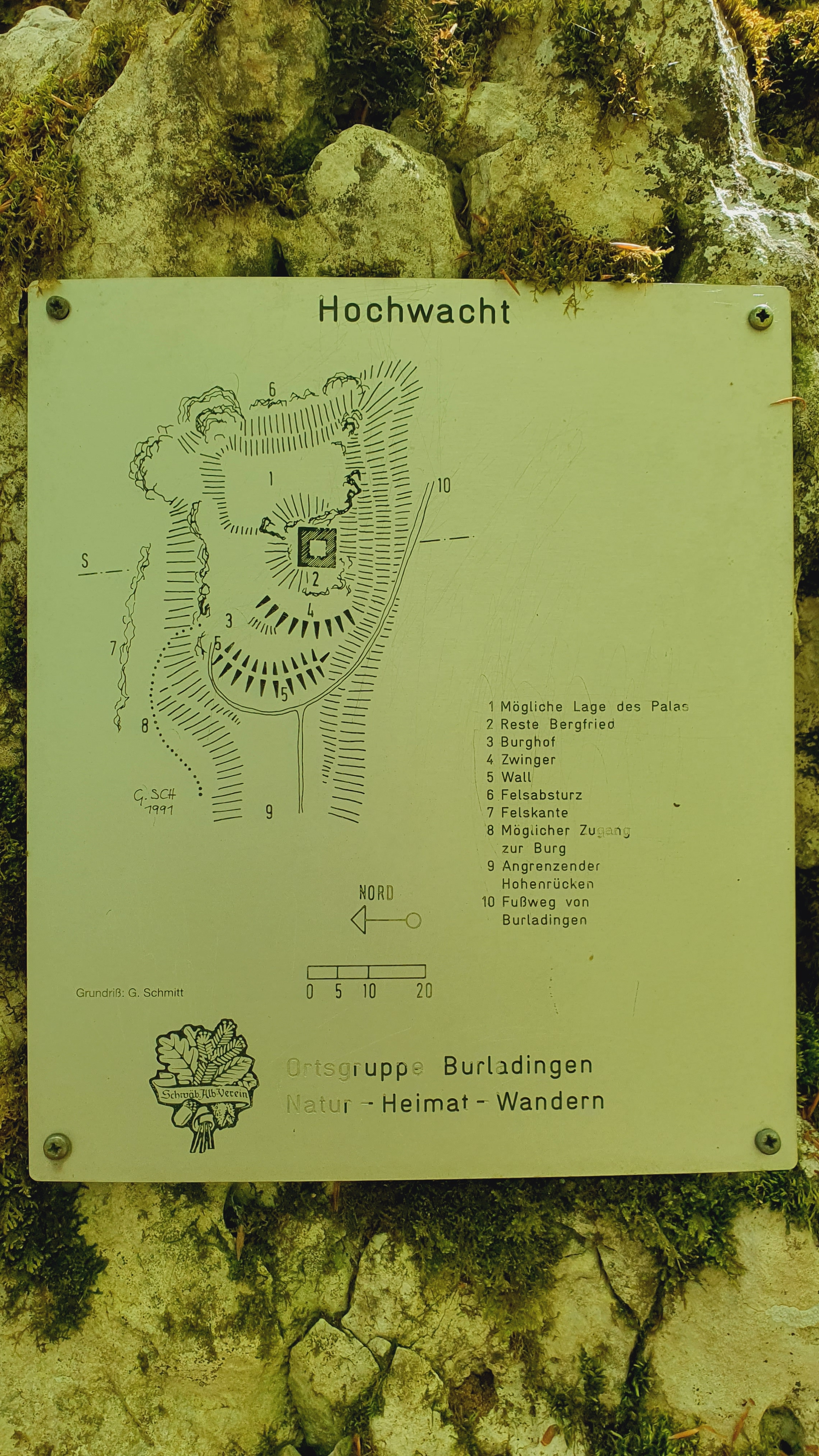
Tafel zur Lage und Aufbau der Burgruine

Bei dieser namentlich nicht überlieferten Burganlage, in Karten wird sie als Hohenburladingen, auf den Schildern der Ortsgruppe Burladingen am Burgstall wie der Name der Bergkuppe als Hochwacht bezeichnet, handelt es sich wohl um eine Burg der vermutlich edelfreien Herren von Burladingen. Ihre erste, heute abgegangene Burg lag im Ort selbst in der Nähe der Georgskirche. Später erbauten sie dann mehrere Höhenburgen, die Burg Hohenburladingen sowie die Doppelburg (Ruine Falken) Vordere Falkenburg oder Großer Falken und die Hintere Falkenburg oder Kleiner Falken genannt, einen Kilometer östlich gelegen. Möglicherweise gehörte auch die Burg Azilun dazu, sie befindet sich etwa 2,5 Kilometer in westnordwestlicher Richtung.
Nach Auswertung und Datierung von Keramik-Lesefunden wurde die Burg wohl in der ersten Hälfte des 12. Jahrhunderts erbaut.
1140 wurde ein Konrad von Burladingen erwähnt, 1174 ein Landold von Burladingen, er war ein Ministeriale des Klosters Rechenau. 1185 wurde eine Burgkapelle den Aposteln Petrus und Paulus und Johannes Baptista geweiht. Möglicherweise geht diese Kapelle auf die der Burg auf der Hochwacht zurück, erwähnt wird auch die Zerstörung der Kapelle in einer Fehde: „Im Jahre 1185 war Kirchweihe der Burgkapelle zu Ehren der Apostelfürsten Petrus und Paulus und Johannis Baptista, deren Jahrtag am Tag nach Sommerjohannis (24. Juni) gefeiert wurde. Allein in einem vandalischen Krieg wurden Kapelle samt Altar zerstört.“
Aufgegeben wurde die Burg wohl um das Jahr 1300, möglicherweise auch im Laufe des 14. Jahrhunderts, darauf deuten die Lesefunde hin. Die Gründe dafür sind nicht bekannt. Die Burladinger wurden danach noch öfters genannt, 1350 stand Konrad von Burladingen in Diensten der italienischen Stadt Bologna. 1363 dienten Konrad von Burladingen und Hugo von Melchingen der Stadt Siena, sie waren Reiterführer in der Schlacht von Torrita.

## Beschreibung

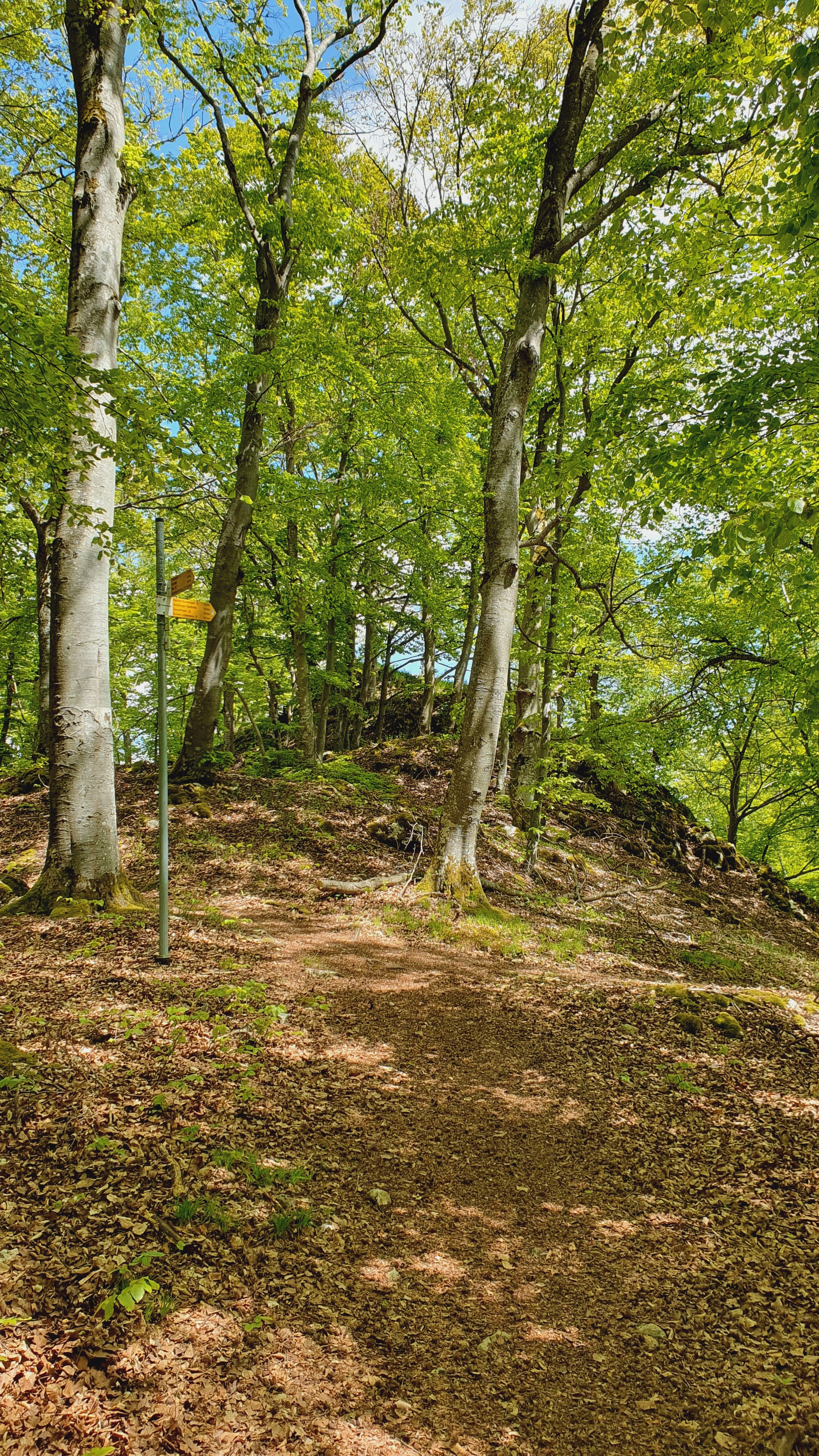
Aufgang zur Burgruine

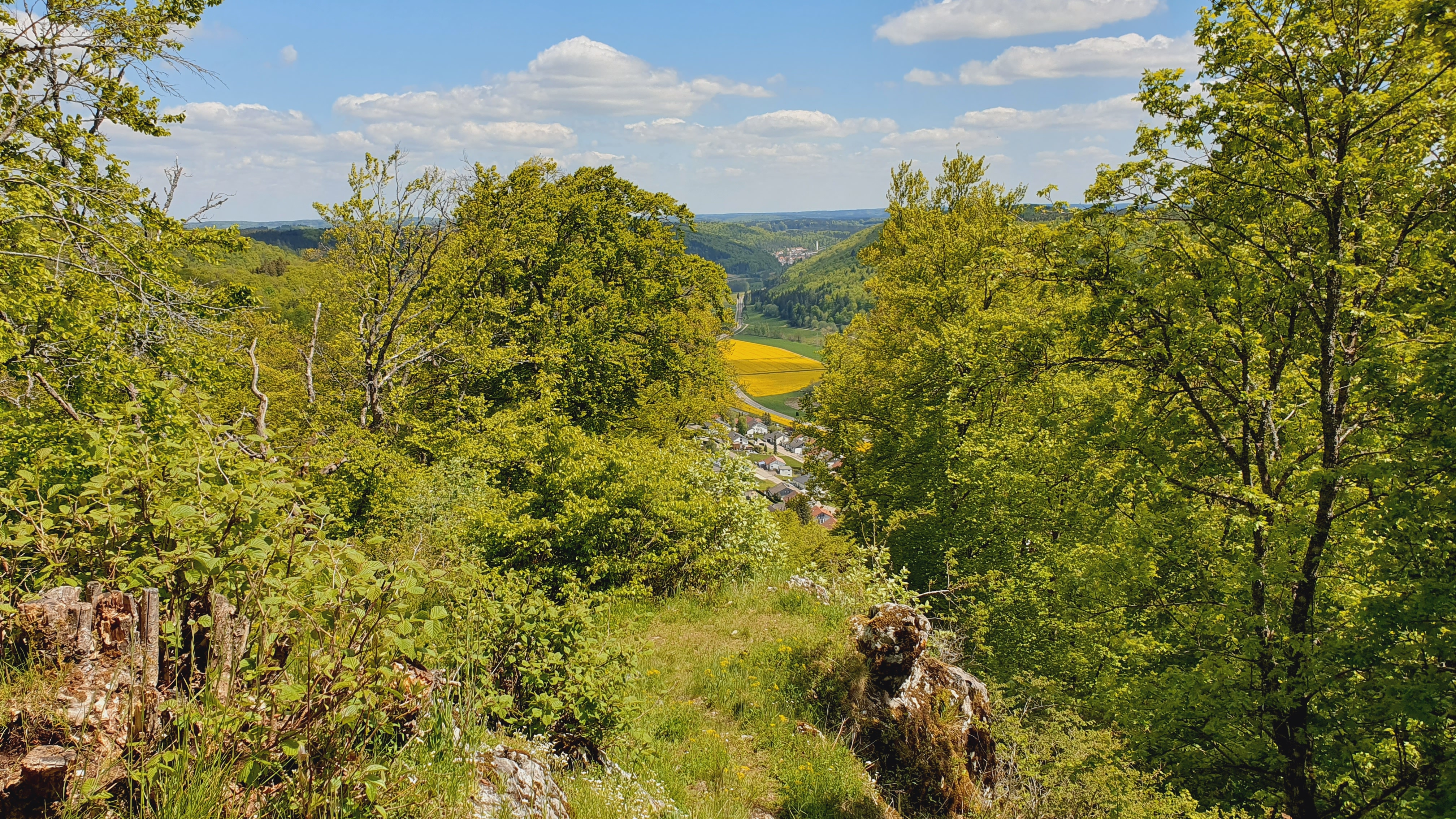
Blick Richtung Osten nach Burladingen ins Tal der Fehla

Die Burgruine befindet sich auf einer Spornkuppe, die sich in östliche Richtung in das Tal der Fehla bzw. in eine kleine Seiten-Talung vorschiebt. Diese Kuppe fällt nach Süden mit einem steilen Hang ab, die Ostseite ist durch einen senkrechten Felsabsturz, in dem sich auch eine Höhle befindet, geschützt, in nördlicher Richtung liegt wenige Meter unterhalb der Kuppe eine kleine Felsterrasse. Die Angriffsseite im Westen geht etwa 25 Meter tiefer über einen Bergsattel in eine angrenzende Hochfläche über. Ein Halsgraben, der sonst meist an der engsten Stelle lag, ist nicht vorhanden. 
Die maximal 50 × 25 Meter messende Burgfläche teilt sich in vier Bereiche, im Osten stand wohl der Palas, im Süden der Bergfried, an der Nordseite lag der Burghof und an der Westseite befand sich ein zwingerartiger Geländeabsatz.
Die Feldseite der Burg im Westen ist durch einen halbrunden Steinwall abgegrenzt, er ist wohl der Rest der polygonal geführten Ringmauer. Allerdings gibt es keine Hinweise für eine gemörtelte Steinmauer. Im nördlichen Teil der Burgstelle liegt eine ebene Fläche, möglicherweise der frühere Burghof. An der Spornspitze ist ebenfalls eine größere verebnete Fläche zu erkennen, dort könnte das Hauptwohngebäude, der Palas gestanden haben. Die dort aufgefundenen Lehmbrocken deuten auf ein in Holzbauweise errichtetes Gebäude mit Lehmflechtwerkwänden hin.
An der höchsten Stelle der Spornkuppe, in der Mitte der Südseite, stand der Bergfried der Burg. Dieser quadratische Turm hatte eine Seitenlänge von etwa 6,50 Metern. Erhalten haben sich noch der 1,50 Meter hohe Rest des Kernmauerwerkes und an seiner Nordseite die Außenverschalung mit Quader- und Kleinquadermauerwerk.
Der frühere Zugang zur Burg befand sich wohl über die Felsterrasse unmittelbar nördlich der Burgfläche und mündete beim Palas, also an der Spornspitze, in den Burgbereich.